# ダーティー・リネン
『ダーティー・リネン』（英語: Dirty Linen）は、フィリピンのテレビドラマ。2023年1月23日、 カパミリア・チャンネル、A2Z、TV5で初公開された。

## 登場人物
アレクサ・D・サルバシオン / ミラ・デラ・クルス
演：ジャニーン・グティエレス
エイダン・R・フィエロ
演：ザンジョエ・マルド
キアラ・D・フィエロ
演：フランシーヌ・ディアス
ニコラス「ニコ」M・シナーグ
演：セス・フェデリン